# Røgkvarts
 "Morion" omdirigeres hertil. For andre betydninger, se Morion (hjelm).
Røgkvarts, også kaldet Morion er en type bjergkrystal, meget mørk brunlig eller sort kvarts.